# Johannes de Plano Carpini
Johannes de Plano Carpini OFM (auch Giovanni Piano Carpini, Giovanni da Pian del Carpine oder Johannes del Piano Carpini; * um 1185 in Pian del Carpine, heute Magione, bei Perugia in Umbrien; † 1. August 1252 in Bar, Montenegro) war ein italienischer Franziskaner, der vor allem durch seine Reise in die Mongolei Bekanntheit erlangte.

## Leben

### Als Missionar in Europa
Johannes war ein Schüler und Gefährte von Franz von Assisi und wirkte in den 1220er-Jahren als Missionar und Organisator des Franziskanertums in Deutschland. 1221 gehörte er zu einer „Expedition nach Deutschland“, die am 30. Mai 1221 auf dem Generalkapitel des neuen Ordens in Portiuncula („Mattenkapitel“) ausgesandt wurde, um einen zweiten Versuch zu machen, sich in Deutschland niederzulassen; 1219 war ein solcher Versuch zunächst gescheitert. Am 16. Oktober 1221 kamen die etwa 27 Brüder unter Leitung von Cäsarius von Speyer in Augsburg an und teilten sich auf, um zu verschiedenen Orten, vor allem in Bischofsstädte, weiterzureisen. Johannes del Plano Carpini gründete Klöster in Metz, Hildesheim, Braunschweig, Goslar, Magdeburg und Halberstadt. 1222 ging er als Missionar nach Tunis und 1225 auf die Iberische Halbinsel. 1223 war er kurzzeitig Kustos der Sächsischen Kustodie des Ordens, von 1228 bis 1230 leitete er als Provinzial die Ordensprovinz Teutonia, 1230 wurde er von der Ordensleitung als Provinzialminister nach Spanien entsandt. Von 1232 bis 1239 war er Provinzial der Provinz Saxonia, die 1230 durch Teilung aus der Provinz Teutonia in die Provinzen Saxonia und Provincia Rheni entstanden war. Auf seine Initiative hin entstand die Provinz Polonia. Seine Missionsarbeit dehnte er immer weiter nach Osten aus.

### Auf Mission zum Großkhan

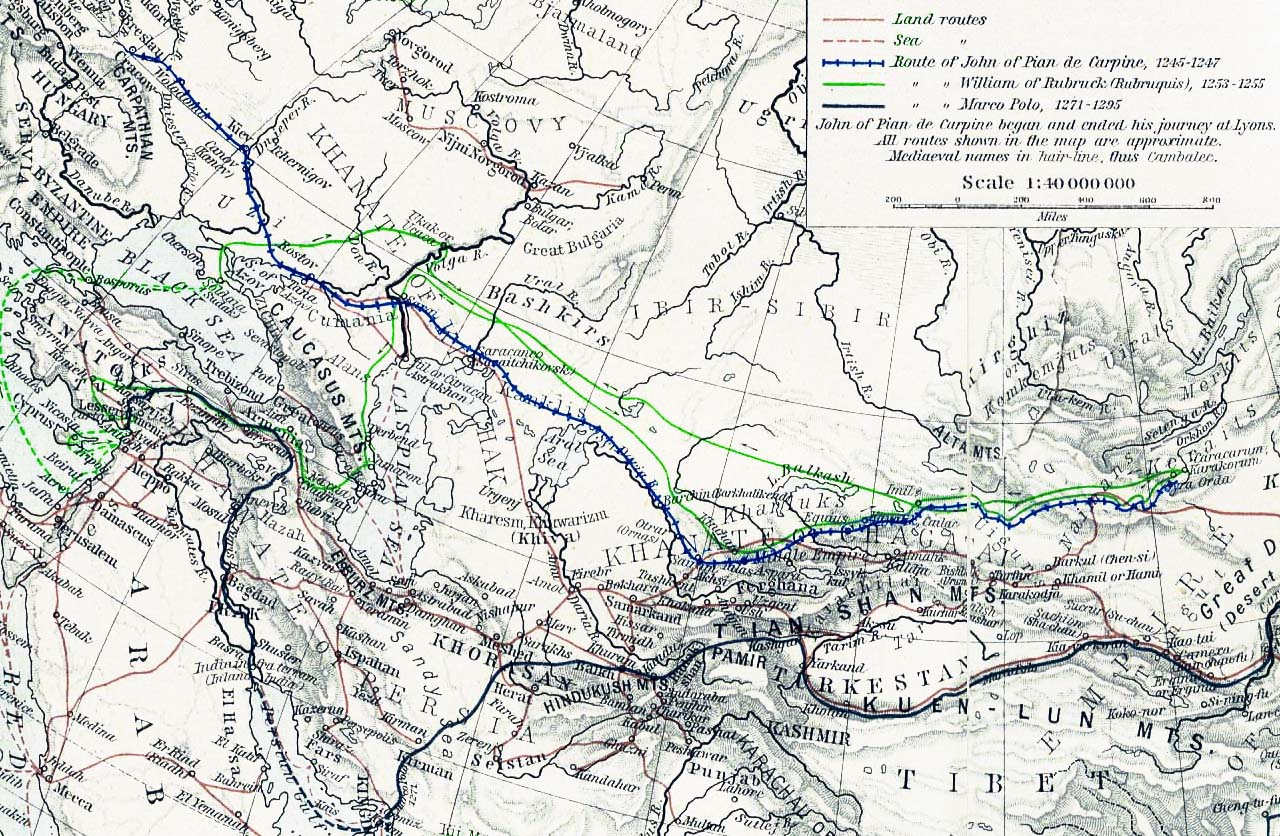
Die Reiseroute des Johannes de Plano Carpini (Reiseroute in blau)

1245 wurde Johannes de Plano Carpini von Papst Innozenz IV. mit einer Mission in die zu jener Zeit von den Mongolen besetzte Rus beauftragt. Neben der Mission sollte er auch als Leiter einer Gesandtschaft den mongolischen Großkhan aufsuchen. Diplomatischer Hintergrund war, dass nach dem verheerenden Mongolensturm von 1241 weitere Kriegszüge nach Europa ausgeschlossen werden sollten, während Innozenz IV. die Mongolen als Bündnispartner gegen den vorrückenden Islam und zur Sicherung der Kreuzfahrerstaaten zu gewinnen versuchte.
Am Ostertag 1245 verließ er Lyon, zog durch Böhmen und das heutige Schlesien zum von den Mongolen besetzten Kiew und von dort zum Don. Hier ging es weiter zur Wolga, durch das neu entstandene Mongolenreich der Goldenen Horde zum Fluss Ural, über die Seidenstraße zu den Dsungarischen Seen und von dort weiter in das Zentrum des Mongolenreiches. Beim Fluss Orchon stieß man auf das Inthronisationslager der Mongolen, die gerade im Begriff waren, nach dem Tode des Vorgängers und einer Zwischenregentschaft einen neuen Großkhan zu ernennen. Im August 1246 wohnte Johannes der Inthronisation des neuen Khans Göjük bei, und erst vier Monate später wurde ihm in dem Jurtenlager eine Audienz gewährt. Karakorum besuchte er nicht, er hörte jedoch davon, wie sich aus einer Bemerkung ergibt, dass man bei den Mongolen „keine Ansiedlungen und keine Städte“ finde, „außer einer einzigen, von der es heißt, sie sei recht ansehnlich, die Karakorum genannt wird. Wir selbst haben sie nicht gesehen, doch haben wir uns bis auf eine halbe Tagesreise dieser genähert“.
Bei besagter Audienz im Jurtenlager hätte Johannes de Plano Carpini dem neuen Khan einen mitgebrachten Papstbrief überreichen sollen, der den Mongolenherrscher aufforderte, die Kampfhandlungen seiner Truppen gegen die Christen einzustellen. Ob er den Brief tatsächlich überreicht hat oder dies aus taktischer Überlegung besser unterließ, ist letztlich nicht überliefert. Da das unaufgeforderte Erscheinen einer gegnerischen Abordnung nach mongolischer Tradition für den Khan bedeutete, dass man sich ihm unterwerfen wolle, schickte er diese Abordnung nach dem Empfang mit einem Schreiben von seiner Seite wieder zurück. In diesem Schriftstück forderte er nunmehr den Papst mit einer hinzugefügten, versteckten Drohung dazu auf, zusammen mit den anderen Königen unverzüglich zu ihm zu kommen, um sich persönlich ihm zu unterwerfen.
Die diplomatischen Ziele der Mission wurden also nicht erreicht, doch aufgrund seines Reiseberichts „Ystoria Mongolorum quos nos Tartaros appellamus“, der erstmals die Kultur und Gebräuche der Mongolen beleuchtete, war die Mission zumindest in wissenschaftlicher Hinsicht ein Erfolg.
Bezüglich der Frage, ob im Reich der Mongolen christliche Völker anzutreffen seien, berichtet er vom christlichen zentralasiatischen Turkvolk der Uighuren, das von Dschingis Khan erobert worden sei: „Diese Menschen sind Christen von der Sekte der Nestorianer“. Er erwähnt noch ein weiteres von Dschingis Khan teilweise niedergeworfenes, wohlhabendes Volk, vermutlich Chinesen, die eine besondere Schrift haben: die „Kytai“. Sie seien Heiden, glauben aber an Jesus Christus, wenngleich sie nicht getauft seien. „Sie tragen keinen Bart und ähneln im Gesichtsschnitt ziemlich den Mongal, doch haben sie nicht ganz so breite Gesichter.“ Das Reich des legendären Priesterkönigs Johannes aber vermutete er in Indien (Thomaschristen?): „Einen anderen Sohn schickte Činggis Khan mit einem Heer gegen die Inder. ... Er führte auch ein Heer in die Schlacht gegen die Christen, die im Größeren Indien leben. Als das der König jenes Landes, der im Volk Priesterkönig Johannes genannt wird, hörte, zog er ihnen mit einem Heer entgegen ...“.

### Rückkehr
In 106 Tagen legte Johannes etwa 3000 englische Meilen, also etwa 4800 Kilometer, zurück. An Allerheiligen 1247 traf die Gesellschaft wieder in Lyon ein und Johannes de Plano Carpini erstattete dem Papst mündlich einen genauen Reisebericht. Es ist nicht mit Sicherheit bekannt, ob der Brief des Großkhans an den Papst diesem wirklich überbracht wurde.

### Letzte Jahre in Europa
Zurück in Europa wurde Johannes de Plano Carpini 1248 zum Erzbischof von Bar (italienisch: Antivari) im heutigen Montenegro ernannt, wo er sich mit Unterstützung des serbischen Königs Stefan Uroš I. gegen Metropolitansprüche aus Dubrovnik durchsetzen konnte. Carpini verstarb am 1. August 1252, ungefähr 65-jährig.
Seine Werke enthalten wertvolle Informationen über die Rus und insbesondere eine Beschreibung des zeitgenössischen Kiew.

## Werk
Ystoria Mongalorum quos nos Tartaros appellamus, oder auch Liber Tartarorum.

## Ausgaben und Übersetzungen
- Enrico Menestò u. a. (Hrsg.): Giovanni di Pian di Carpine: Storia dei Mongoli (= Biblioteca del «Centro per il collegamento degli studi medievali e umanistici nell’Università di Perugia». Band 1). Centro italiano di studi sull’alto medioevo, Spoleto 1989, OCLC 602943554 (kritische Edition und italienische Übersetzung).
- Johannes Gießauf: Die Mongolengeschichte des Johannes von Piano Carpine: Einführung, Text, Übersetzung, Kommentar (= Schriftenreihe des Instituts für Geschichte. Band 6). Institut für Geschichte der Karl-Franzens-Universität, Graz 1995, ISBN 3-85375-012-5.
- Felicitas Schmieder (Hrsg.): Johannes von Plano Carpini: Kunde von den Mongolen 1245–1247. Thorbecke, Sigmaringen 1997, ISBN 3-7995-0603-9.
- Friedrich Risch (Hrsg.): Johann de Plano Carpini. Geschichte der Mongolen und Reisebericht 1245–1247 (= Veröffentlichungen des Staatlichen Forschungsinstituts für vergleichende Religionsgeschichte an der Universität Leipzig. Band 2,11). Eduard Pfeiffer, Leipzig 1930.